# Corte d'appello di Ancona

Territorio del distretto di corte d'appello di Ancona

Il distretto della Corte d'appello di Ancona è formato dai circondari dei Tribunali ordinari di Ancona, Ascoli Piceno, Fermo, Macerata, Pesaro ed Urbino.
Costituisce l'unica Corte d'appello nel territorio della regione Marche.

## Storia
La Corte d'appello di Ancona fu istituita nel periodo napoleonico, con decreto 21 aprile 1808.
Con la Restaurazione ed il ritorno dello Stato Pontificio, nel 1816 furono previsti i Tribunali di prima istanza di Ancona, Macerata, Fermo, Camerino, Pesaro, Urbino e Ascoli, per i quali era competente in secondo grado il Tribunale di appellazione di Macerata.
Nel 1860, con l'annessione delle Marche al Regno di Sardegna, fu istituita la Corte d'appello di Ancona, con le sezioni distaccate di Macerata e Perugia

## Competenza territoriale civile e penale degli uffici del distretto
Le circoscrizioni territoriali sono aggiornate al testo della legge 27 febbraio 2015, n. 11.

### Territorio
- Marche tutto il territorio regionale.

- Abruzzo solo il comune di Valle Castellana in Provincia di Teramo.

## Tribunale di Ancona

### Giudice di pace di Ancona
Agugliano, Ancona, Camerano, Camerata Picena, Castelfidardo, Chiaravalle, Falconara Marittima, Filottrano, Loreto, Montemarciano, Numana, Offagna, Osimo, Polverigi, Sirolo

### Giudice di pace di Fabriano
Arcevia, Cerreto d'Esi, Fabriano, Genga, Sassoferrato, Serra San Quirico

### Giudice di pace di Jesi
Belvedere Ostrense, Castelbellino, Castelplanio, Cupramontana, Jesi, Maiolati Spontini, Mergo, Monsano, Monte Roberto, Monte San Vito, Montecarotto, Morro d'Alba, Poggio San Marcello, Rosora, San Marcello, San Paolo di Jesi, Santa Maria Nuova, Serra de' Conti, Staffolo

### Giudice di pace di Senigallia
Barbara, Castel Colonna,   Castelleone di Suasa, Corinaldo, Monterado, Ostra, Ostra Vetere, Ripe, Senigallia, Trecastelli

## Tribunale di Ascoli Piceno

### Giudice di pace di Ascoli Piceno
Acquasanta Terme, Acquaviva Picena, Amandola, Appignano del Tronto, Arquata del Tronto, Ascoli Piceno, Carassai, Castel di Lama, Castignano, Castorano, Colli del Tronto, Comunanza, Folignano, Force, Maltignano, Monsampolo del Tronto, Montalto delle Marche, Montedinove, Montefortino, Montegallo, Montemonaco, Monteprandone, Offida, Palmiano, Roccafluvione, Rotella, San Benedetto del Tronto, Spinetoli, Valle Castellana, Venarotta

## Tribunale di Fermo

### Giudice di pace di Fermo
Altidona, Belmonte Piceno, Campofilone, Cossignano, Cupra Marittima, Falerone, Fermo, Francavilla d'Ete, Grottammare, Grottazzolina, Lapedona, Magliano di Tenna, Massa Fermana, Massignano, Monsampietro Morico, Montappone, Monte Giberto, Monte Rinaldo, Monte San Pietrangeli, Monte Urano, Monte Vidon Combatte, Monte Vidon Corrado, Montefalcone Appennino, Montefiore dell'Aso, Montegiorgio, Montegranaro, Monteleone di Fermo, Montelparo, Monterubbiano, Montottone, Moresco, Ortezzano, Pedaso, Petritoli, Ponzano di Fermo, Porto San Giorgio, Porto Sant'Elpidio, Rapagnano, Ripatransone, Santa Vittoria in Matenano, Sant'Elpidio a Mare, Servigliano, Smerillo, Torre San Patrizio

## Tribunale di Macerata

### Giudice di pace di Camerino
Acquacanina, Bolognola, Camerino, Castelraimondo, Castelsantangelo sul Nera, Esanatoglia, Fiastra, Fiordimonte, Fiuminata, Gagliole, Matelica, Monte Cavallo, Muccia, Pieve Torina, Pievebovigliana, Pioraco, San Severino Marche, Sefro, Serrapetrona, Serravalle di Chienti, Ussita, Visso

### Giudice di pace di Macerata
Apiro, Appignano, Belforte del Chienti, Caldarola, Camporotondo di Fiastrone, Cessapalombo, Cingoli, Civitanova Marche, Colmurano, Corridonia, Gualdo, Loro Piceno, Macerata, Mogliano, Monte San Giusto, Monte San Martino, Montecassiano, Montecosaro, Montefano, Montelupone, Morrovalle, Penna San Giovanni, Petriolo, Poggio San Vicino, Pollenza, Porto Recanati, Potenza Picena, Recanati, Ripe San Ginesio, San Ginesio, Sant'Angelo in Pontano, Sarnano, Tolentino, Treia, Urbisaglia

## Tribunale di Pesaro

### Giudice di pace di Fano
Cartoceto, Fano, Mondolfo, Montemaggiore al Metauro, Piagge, Saltara, San Costanzo, San Giorgio di Pesaro, Serrungarina

### Giudice di pace di Pesaro
Barchi, Fratte Rosa, Gabicce Mare, Gradara, Mombaroccio, Mondavio, Monte Porzio, Monteciccardo, Montelabbate, Orciano di Pesaro, Pergola, Pesaro, San Lorenzo in Campo, Sant'Angelo in Lizzola, Serra Sant'Abbondio, Tavullia

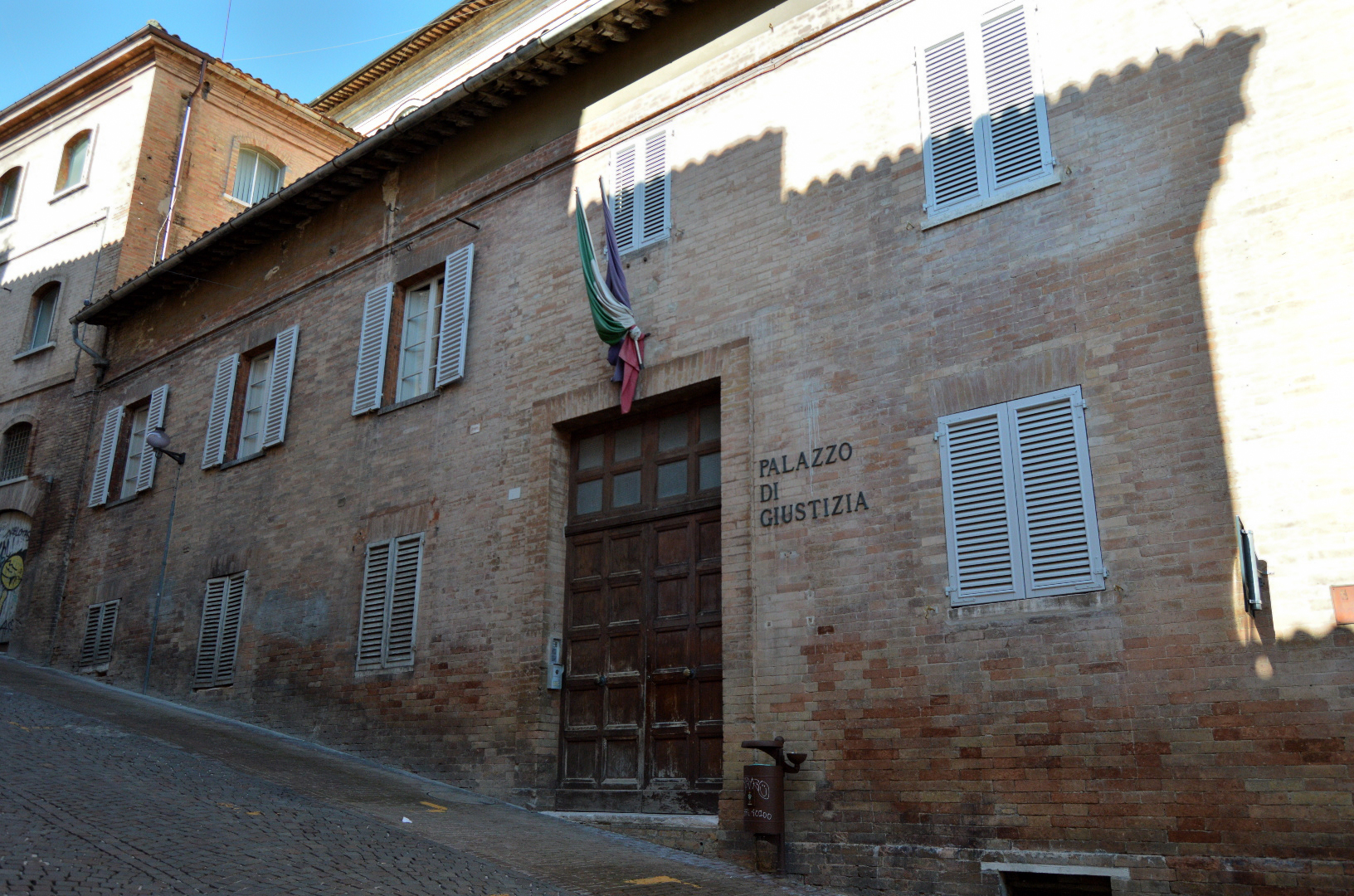
Palazzo di giustizia di Urbino

## Tribunale di Urbino

### Giudice di pace di Macerata Feltria
Belforte all'Isauro, Carpegna, Frontino, Lunano, Macerata Feltria, Mercatino Conca, Monte Cerignone, Monte Grimano Terme, Montecopiolo, Piandimeleto, Pietrarubbia, Sassocorvaro, Sassofeltrio

### Giudice di pace di Urbino
Acqualagna, Apecchio, Auditore, Borgo Pace, Cagli, Cantiano, Colbordolo, Fermignano, Fossombrone, Frontone, Isola del Piano, Mercatello sul Metauro, Montecalvo in Foglia, Montefelcino, Peglio, Petriano, Piobbico, Sant'Angelo in Vado, Sant'Ippolito, Tavoleto, Urbania, Urbino

## Altri organi giurisdizionali competenti per i comuni del distretto

### Sezioni specializzate
- Corti d’assise di Ancona, Macerata e Pesaro
- Corte d'assise d'appello di Ancona
- Sezioni specializzate in materia di impresa presso il Tribunale e la Corte d'appello di Ancona
- Tribunale regionale delle acque pubbliche di Roma
- Sezione specializzata in materia di immigrazione, protezione internazionale e libera circolazione dei cittadini dell'Unione europea presso il Tribunale di Ancona

### Giustizia minorile
- Tribunale per i minorenni di Ancona
- Corte d'appello di Ancona, sezione minorenni

### Sorveglianza
- Uffici di sorveglianza di Ancona e Macerata
- Tribunale di sorveglianza di Ancona

### Giustizia tributaria
- Commissione tributaria provinciale (CTP): Ancona, Ascoli Piceno, Macerata e Pesaro
- Commissione tributaria regionale (CTR) Marche di Ancona

### Giustizia militare
- Tribunale militare di Roma
- Corte d’appello militare di Roma

### Giustizia contabile
- Corte dei Conti Sezione Giurisdizionale per la regione Marche, sezione regionale di controllo per le Marche, Procura regionale presso la sezione giurisdizionale per le Marche (Ancona)

### Giustizia amministrativa
- Tribunale Amministrativo Regionale per le Marche (Ancona)[5]

### Usi civici
- Commissariato per la liquidazione degli usi civici dell'Emilia-Romagna e Marche, con sede a Bologna